# 霍夫施泰滕-弗呂

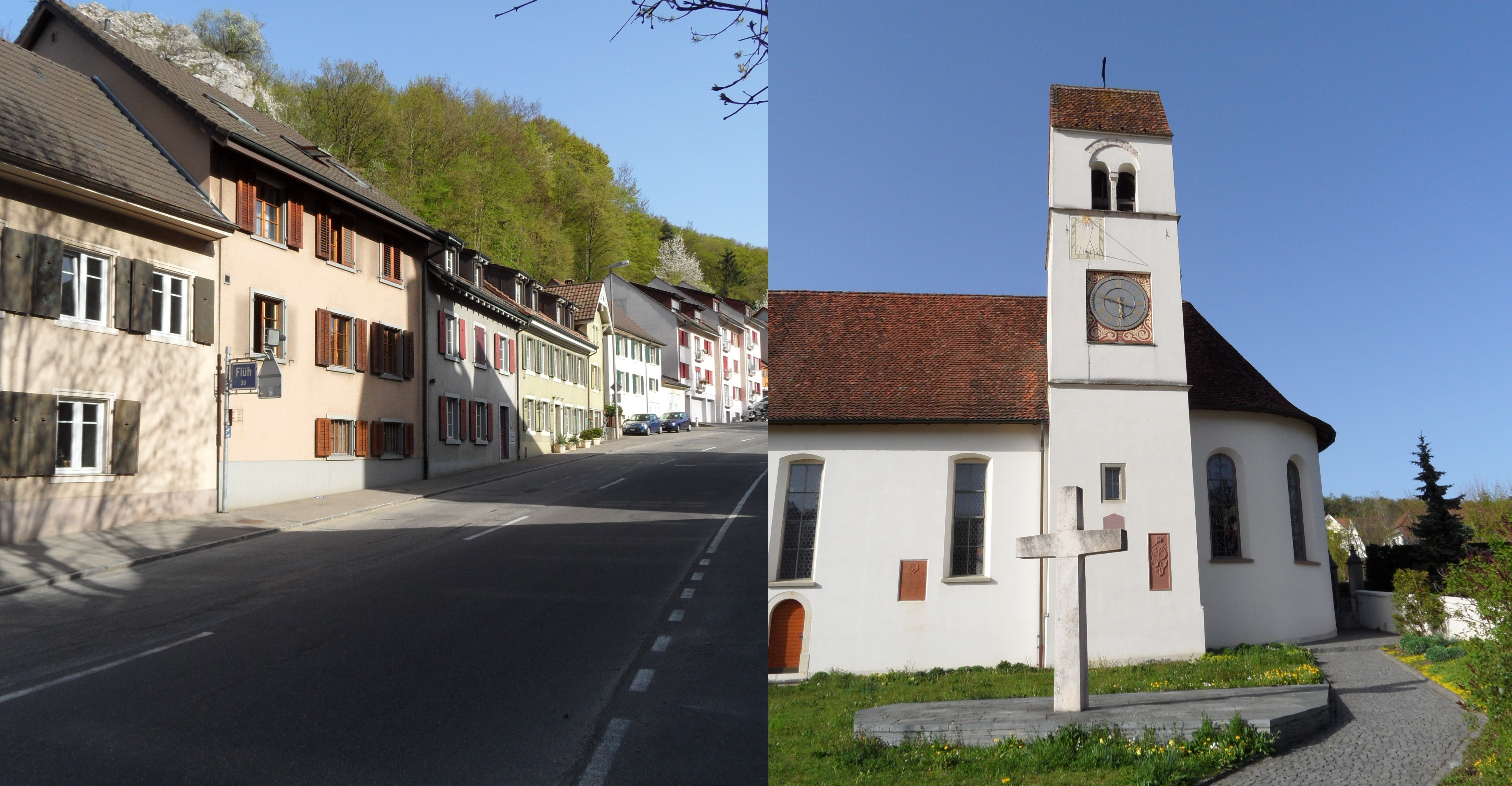

霍夫施泰滕-弗呂（德语：Hofstetten-Flüh）是瑞士的城鎮，位於該國北部，由索洛圖恩州負責管轄，面積7.52平方公里，海拔高度462米，2012年人口3,109，四成人口信奉羅馬天主教，人口密度每平方公里413人。